# Митькино (Дмитровский городской округ)
Митькино — деревня в Дмитровском районе Московской области, в составе городского поселения Дмитров. Население — 516 чел. (2010). До 1954 года Митькино — центр Митькинского сельсовета. В 1994—2006 годах Митькино входило в состав Внуковского сельского округа.

## Расположение
Деревня расположена в центральной части района, примыкая к восточной окраине Дмитрова, на левом берегу малой речки Березовец, высота центра над уровнем моря 173 м. Ближайшие населённые пункты — Бирлово на противоположном берегу реки, Борисово на юге и Ярово на юго-востоке.

## История
В 1678 году село Федоровское вместе с деревнями Митькино, Ярово, Малёнки и Дорофеево в Повельском стане значатся во владении Ивана Кирилловича Нарышкина.
Нарышкины покупают также Пересветовскую вотчнину. После Нарышкиных Федоровской и Пересветовской вотчиной владеют Разумовские (Нарышкина (в замужестве Разумовская) Екатерина Ивановна). С 1782 года объединённой вотчиной князья Голицыны.  
До реформы 1861 года по освобождению крестьян от крепостной зависимости деревней владел несовершеннолетний князь Сергей Голицын, проживающей с матерью в Санкт-Петербурге. Управлял вотчиной М. Т. Крашилин, работающий в Министерстве иностранных дел. В вотчину Голицына входили: село Пересветово с деревнями Тендиково, Прудцы, Шепелево и село Фёдоровское с деревнями Бирлово, Ярово, Митькино. Усадьба Голициных ранее располагалась (сохранилась в частичном виде) в селе Даниловском (сейчас посёлок совхоза «Будённовец»).
В начале XX века активно добывался камень в оврагах у  села Борисово, деревень Митькино, Матцево (Матусово) и в других местах. Камень использовался для мощения дорог в Дмитровском уезде. Также камень вывозился с ближайших железнодорожных станций в Москву.
На 1926 год в деревне имеется сельсовет, школа
В составе Миткинского сельсовета находятся деревни Митькино, Ярово, Бирлово, Ярово, село Борисово. В начале 1930-х годов в него ещё входили деревни: Одинцово, Иванцево, Шпилёво и село Подлипичье.
В Митькино до 1950-х  годов действовала артель «Объединённая сила». Филиалы находились в ближайших селениях (Одинцово и др.).
В 1954 году Митькинский сельсовет ликвидируют, деревня переходит во Внуковский сельсовет.
Рядом располагается электрическая подстанция № 585.

### Посёлок Арболитового завода
В 1981 году строительство возле села Борисово и деревни Митькино Дмитровского экспериментального комбината арболитовых конструкций и изделий (ДЭКАКИ). В 1992 года преобразован в Дмитровский арболитовый комбинат. На данный момент территория завода относится к селу Борисово.
Для сотрудников арболитового завода строятся панельные двухэтажные многоквартирные дома (№ 1а, 2а, 77—84). Дорога к Арболитовому комбинату от Костинского шоссе является центральной улицей посёлка арболитового завода.  
В конце центральной улицы располагается автобусная остановка "Арболитовый завод". 
Впоследствии большая (западная) часть домов "Посёлка арболитового завода"  отходит деревне Митькино. Восточная часть — селу Борисово.
В 1996 году комбинат закрылся.
В 2003 году на его территории разместился Дмитровский стекольный завод, выпускающий стеклянные бутылки, и другие организации.
В 1990—2010-е года расширение деревни. Появляется новая улица Высоковольтная.

## Население
| 2002 | 2006 | 2010 |
| ---- | ---- | ---- |
| 466  | ↘454 | ↗516 |

На 1751 год в Митькино в 15 дворах проживало 118 человек (61 м. п.).
По Всесоюзной переписи 1926 года в деревне проживало 268 человек в 50 хозяйствах (крестьянских хозяйств нет).